# Sebastian Jørgensen
Sebastian Vinther Jørgensen (Silkeborg, 8 giugno 2000) è un calciatore danese, centrocampista o attaccante dell'Aarhus in prestito dal Malmö FF.

## Carriera

### Club
Cresciuto nel settore giovanile del Silkeborg, debutta in prima squadra il 12 agosto 2018 in occasione dell'incontro di 1. Division perso 3-0 contro l'HB Køge; due settimane più tardi realizza la sua prima rete, nel match casalingo vinto 3-1 contro il Næstved.
Il 26 giugno 2023 viene ufficializzato il suo acquisto da parte degli svedesi del Malmö FF, con cui il giocatore firma un contratto fino al 2027. Con la squadra celeste diventa campione di Svezia sia nel 2023 che nel 2024.
Il 9 marzo 2025, a poche settimane dall'inizio dell'Allsvenskan 2025, si trasferì in prestito all'IFK Norrköping, formazione guidata da Martin Falk, che lo conosceva già per aver ricoperto in precedenza il ruolo di assistente allenatore al Malmö FF. Nel luglio 2025, al termine del prestito al Norrköping, il Malmö lo cedette temporaneamente all'Aarhus, con un accordo valido fino all'estate successiva.

### Nazionale
Ha giocato nella nazionale danese Under-19.

## Statistiche
Statistiche aggiornate al 28 novembre 2021.

### Presenze e reti nei club
| Stagione        | Squadra         | Campionato      | Campionato | Campionato | Coppe nazionali | Coppe nazionali | Coppe nazionali | Coppe continentali | Coppe continentali | Coppe continentali | Altre coppe | Altre coppe | Altre coppe | Totale | Totale | Totale |
| Stagione        | Squadra         | Comp            | Pres       | Reti       | Comp            | Pres            | Reti            | Comp               | Pres               | Reti               | Comp        | Pres        | Reti        | Pres   | Reti   |        |
| --------------- | --------------- | --------------- | ---------- | ---------- | --------------- | --------------- | --------------- | ------------------ | ------------------ | ------------------ | ----------- | ----------- | ----------- | ------ | ------ | ------ |
| 2018-2019       | Silkeborg       | 1D              | 15         | 2          | CD              | 0               | 0               |                    | -                  | -                  |             | -           | -           | 15     | 2      |        |
| 2019-2020       | Silkeborg       | SL              | 8          | 0          | CD              | 0               | 0               |                    | -                  | -                  |             | -           | -           | 8      | 0      |        |
| 2020-2021       | Silkeborg       | 1D              | 28         | 8          | CD              | 0               | 0               |                    | -                  | -                  |             | -           | -           | 28     | 8      |        |
| 2021-2022       | Silkeborg       | SL              | 17         | 6          | CD              | 2               | 2               |                    | -                  | -                  |             | -           | -           | 19     | 8      |        |
| Totale carriera | Totale carriera | Totale carriera | 68         | 18         |                 | 2               | 2               |                    | -                  | -                  |             | -           | -           | 70     | 18     |        |

## Palmarès

### Club

#### Competizioni nazionali
- Campionato svedese: 2

Malmö FF: 2023, 2024
- Coppa di Svezia: 1

Malmö FF: 2023-2024